# Tournoi de tennis de Londres
Ne doit pas être confondu avec Tournoi de tennis London Indoors ou Tournoi de tennis de Wembley.
Le tournoi de Londres (Angleterre) est un tournoi de tennis féminin du circuit professionnel WTA et masculin du circuit professionnel ATP, constituant la finale de la Dewar Cup de 1968 à 1976. En 1977, la Bremar Cup succède à la Dewar Cup.

## Dewar Cup
Parrainée par la firme de whisky « Dewar », la coupe du même nom a été organisée de 1968 à 1976. C'était un circuit intégré de tournois joués dans différentes villes britanniques (Aberavon, Billingham, Cardiff, Édimbourg, Perth, Stalybridge et Torquay) toujours en salle et en automne lors d'une série de semaines consécutives. Chaque événement était complet en soi et distribuait des points de qualification pour la finale à Londres, au Crystal Palace les deux premières années, puis au Royal Albert Hall.
La multiplication des tournois  Open sur gazon a engendré des difficultés croissantes pour l'organisation de tournois provinciaux et le circuit s'est réduit progressivement jusqu'à ne plus constituer que le seul événement de Londres en 1975 et 1976.
En neuf éditions féminines, Virginia Wade s'est imposée à sept reprises en simple en 1968, 1969, 1971 et de 1973 à 1976, atteignant une finale supplémentaire en 1972.
En 1977, la Bremar Cup succède à la Dewar Cup au Crystal Palace de Londres .

### 1968
Cinq manches (Stalybridge, Perth, Aberavon, Torquay et le London Indoors) toutes remportées par Margaret Smith Court précédent la finale de Londres, finale remportée par Virginia Wade face à Margaret Smith Court. 
Classement final des huit joueuses qualifiées : 1. Margaret Smith Court 43 points, 2. Virginia Wade 26 points, 3. Winnie Shaw 14 points, 4. Mary-Ann Eisel 12 points, 5. Pat Walkden 11 points, 6. Joyce Barclay 7 points, 7. Robin Blakelock 6 points et 8. Pam Teeguarden 5 points.

### 1969
Quatre manches (Perth, Stalybridge, Aberavon et Torquay) précédent la finale de Londres. Une nouvelle surface, une moquette vert foncé, est utilisée dans quatre des cinq tournois ; seul Perth, le tournoi d'ouverture, utilise la surface existante.
En l'absence de la tenante du titre, Margaret Smith Court, Virginia Wade remporte les trois premières manches puis s'incline devant Julie Heldman à Torquay. Wade prend sa revanche en finale et emporte la coupe.
Classement final des huit joueuses qualifiées : 1. Virginia Wade 23 points, 2. Julie Heldman 17 points, 3. Ann Haydon-Jones 14 points, 4. Joyce Barclay 9 points, 5. Annette Van Zyl 8 points, 6. Helen Gourlay et Corinne Molesworth 5 points et 8. Mary-Ann Eisel 4 points.

### 1970
Quatre manches (Édimbourg qui remplace Perth, Stalybridge, Aberavon et Torquay) précédent la finale de Londres. Du NyGrass, un tapis synthétique, est utilisé partout sauf à Stalybridge où c'est du Tennis-Quick, surface plus dure, qui est utilisé.
À Édimbourg, Sharon Walsh, une artiste du service-volée, devient le premier vainqueur non tête de série d'une épreuve de la Coupe Dewar. Sa victoire lui rapporte 96 $ (!). Plus tôt dans la semaine, Françoise Dürr et Ann Haydon-Jones ont  défendu une répartition plus équitable des gains entre hommes et femmes. Elles réclament un rapport maximum de 2 à 1 en faveur des hommes.
À Torquay, à la fin d'un match, une ramasseuse de balle déclare catégoriquement : « Les jeunes joueurs britanniques sont trop paresseux ; ils ne se portent pas volontaires pour être ramasseurs de balles et apprendre quelque chose. ». La ramasseuse en question s'appelle Ann Haydon-Jones, notamment championne à Wimbledon en 1969, qui continue à remporter des tournois à 32 ans. Elle s'est portée volontaire faute de recrues. « Je voulais faire ma part pour aider, et ainsi montrer à certains de nos prétendus champions ce qu'ils devraient faire pour leur sport », a déclaré la joueuse. Juste après sa prestation comme ramasseuse, elle remporte la finale du simple dames contre Virginia Wade.
Cette édition du circuit Dewar est plus disputée que les deux précédentes. Avant la finale, Virginia Wade compte deux victoires pour une à Sharon Walsh et Ann Haydon-Jones. La finale est remportée par Françoise Dürr.

### 1971
Quatre manches (Édimbourg, Billingham, Aberavon et Torquay) précédent la finale à Londres. Cette année, le tournoi de Billingham remplace le tournoi de Stalybridge portant à neuf les différents lieux ayant hébergé la coupe depuis les débuts du circuit en 1968.
À Billingham; le court avait été établi au dessus d'une patinoire ! Au cours des matchs, la glace a fondu et s'est infiltrée au travers de la moquette (Uniturf) puis s'est recongelée rendant la surface dangereuse. Les organisateurs ont répandu de la sciure en vain. Julie Heldman est tombée cinq fois sur la surface glissante lors de la demi-finale contre Evonne Goolagong. L'Américaine y a vu l'opportunité de bouleverser la hiérarchie et a poursuivi avec ténacité remportant la demi-finale les genoux en sang mais le sourire aux lèvres. Evonne était réticente à jouer mais a déclaré « Je ne voulais pas particulièrement me casser le cou, mais si Julie pouvait composer avec la glace, je me devais de le faire aussi ».

## Palmarès dames

### Simple
| No | Date       | Nom et lieu du tournoi                | Catégorie      | Dotation | Surface         | Vainqueure           | Finaliste            | Score          |         |
| -- | ---------- | ------------------------------------- | -------------- | -------- | --------------- | -------------------- | -------------------- | -------------- | ------- |
| 1  | 21-11-1968 | Dewar Cup Final, Londres              | Dewar Cup      | NC       | Moquette (int.) | Virginia Wade        | Margaret Smith Court | 6-3, 6-4       | Tableau |
| 2  | 13-11-1969 | Dewar Cup Final, Londres              | Dewar Cup      | NC       | Moquette (int.) | Virginia Wade        | Julie Heldman        | 6-4, 6-1       | Tableau |
| 3  | 12-11-1970 | Dewar Cup Final, Londres              | Dewar Cup      | NC       | Moquette (int.) | Françoise Dürr       | Ann Haydon-Jones     | 7-64, 2-6, 6-2 | Tableau |
| 4  | 18-11-1971 | Dewar Cup Final, Londres              | Dewar Cup      | NC       | Moquette (int.) | Virginia Wade        | Julie Heldman        | 6-1, 6-3       | Tableau |
| 5  | 16-11-1972 | Dewar Cup Final, Londres              | Dewar Cup      | 30 720 $ | Moquette (int.) | Margaret Smith Court | Virginia Wade        | 6-1, 6-1       | Tableau |
| 6  | 12-11-1973 | Dewar Cup Final, Nottingham - Londres | Dewar Cup      | NC       | Moquette (int.) | Virginia Wade        | Julie Heldman        | 6-2, 3-6, 7-5  | Tableau |
| 7  | 11-11-1974 | Dewar Cup Final, Londres              | Dewar Cup      | NC       | Moquette (int.) | Virginia Wade        | Julie Heldman        | 7-6, 6-2       | Tableau |
| 8  | 10-11-1975 | Dewar Cup Final, Édimbourg - Londres  | Dewar Cup      | 96000 $  | Moquette (int.) | Virginia Wade        | Evonne Goolagong     | 6-3, 6-2       | Tableau |
| 9  | 01-11-1976 | Dewar Cup Final, Londres              | Dewar Cup      | 135000 $ | Moquette (int.) | Virginia Wade        | Chris Evert          | 6-2, 6-2       | Tableau |
| 10 | 05-12-1977 | Bremar Cup, Londres                   | Colgate Series | 36 000 $ | Moquette (int.) | Billie Jean King     | Virginia Wade        | 6-3, 6-1       | Tableau |

### Double
| No | Date       | Nom et lieu du tournoi               | Catégorie      | Dotation | Surface         | Vainqueures                        | Finalistes                         | Score         |         |
| -- | ---------- | ------------------------------------ | -------------- | -------- | --------------- | ---------------------------------- | ---------------------------------- | ------------- | ------- |
| 1  | 21-11-1968 | Dewar Cup Final Londres              | Dewar Cup      | NC       | Moquette (int.) | Margaret Smith Court Pat Walkden   | Mary-Ann Eisel Winnie Shaw         | 4-6, 6-3, 6-4 | Tableau |
| 2  | 13-11-1969 | Dewar Cup Final Londres              | Dewar Cup      | NC       | Moquette (int.) | Ann Haydon-Jones Virginia Wade     | Annette Van Zyl Joyce Barclay      | 7-5, 3-6, 6-2 | Tableau |
| 3  | 12-11-1970 | Dewar Cup Final Londres              | Dewar Cup      | NC       | Moquette (int.) | Ann Haydon-Jones Virginia Wade     | Winnie Shaw Joyce Barclay          | 1-6, 7-6, 7-6 | Tableau |
| 4  | 18-11-1971 | Dewar Cup Final Londres              | Dewar Cup      | NC       | Moquette (int.) | Evonne Goolagong Julie Heldman     | Françoise Dürr Virginia Wade       | 7-5, 6-4      | Tableau |
| 5  | 16-11-1972 | Dewar Cup Final Londres              | Dewar Cup      | 30 720 $ | Moquette (int.) | Margaret Smith Court Virginia Wade | Brenda Kirk Sharon Walsh           | 6-1, 6-4      | Tableau |
| 6  | 12-11-1973 | Dewar Cup Final Nottingham - Londres | Dewar Cup      | NC       | Moquette (int.) | Lesley Charles Glynis Coles        | Virginia Ruzici Mariana Simionescu | 6-3, 7-5      | Tableau |
| 7  | 11-11-1974 | Dewar Cup Final Londres              | Dewar Cup      | NC       | Moquette (int.) | Virginia Wade Sharon Walsh         | Lesley Charles Sue Mappin          | 6-2, 6-7, 6-2 | Tableau |
| 8  | 10-11-1975 | Dewar Cup Final Édimbourg - Londres  | Dewar Cup      | 96000 $  | Moquette (int.) | Françoise Dürr Betty Stöve         | Evonne Goolagong Virginia Wade     | 6-4, 7-6      | Tableau |
| 9  | 01-11-1976 | Dewar Cup Final Londres              | Dewar Cup      | 135000 $ | Moquette (int.) | Betty Stöve Virginia Wade          | Rosie Casals Chris Evert           | 6-3, 2-6, 6-3 | Tableau |
| 10 | 05-12-1977 | Bremar Cup Londres                   | Colgate Series | 36 000 $ | Moquette (int.) | Billie Jean King Renáta Tomanová   | Virginia Wade Betty Stöve          | 6-2, 6-3      | Tableau |

## Palmarès messieurs

### Simple
| No | Date       | Nom et lieu du tournoi          | Catégorie | Dotation  | Surface         | Vainqueur     | Finaliste       | Score         |  |
| -- | ---------- | ------------------------------- | --------- | --------- | --------------- | ------------- | --------------- | ------------- |  |
| 1  | 22-03-1971 | , Londres                       |           | NC $      | Dur (ext.)      | Rod Laver     | Nikola Pilić    | 6-4, 6-0, 6-2 |  |
| 2  | 13-11-1972 | Dewar Cup, Nottingham - Londres |           | NC $      | Moquette (int.) | Ilie Năstase  | Tom Gorman      | 6-4, 6-3      |  |
| 3  | 17-11-1973 | Dewar Cup, Londres              |           | NC $      | Moquette (int.) | Tom Okker     | Ilie Năstase    | 6-3, 6-4      |  |
| 4  | 16-11-1974 | Dewar Cup, Londres              |           | NC $      | Moquette (int.) | Jimmy Connors | Brian Gottfried | 6-2, 7-6      |  |
| 5  | 15-11-1975 | Dewar Cup, Londres              |           | NC $      | Moquette (int.) | Eddie Dibbs   | Jimmy Connors   | 1-6, 6-1, 7-5 |  |
| 6  | 01-11-1976 | Dewar Cup, Londres              |           | 100 000 $ | Moquette (int.) | Raúl Ramírez  | Manuel Orantes  | 6-3, 6-4      |  |

### Double
| No | Date       | Nom et lieu du tournoi          | Catégorie | Dotation  | Surface         | Vainqueurs                 | Finalistes                      | Score         |  |
| -- | ---------- | ------------------------------- | --------- | --------- | --------------- | -------------------------- | ------------------------------- | ------------- |  |
| 1  | 13-11-1972 | Dewar Cup, Nottingham - Londres |           | NC $      | Moquette (int.) |                            |                                 | NC            |  |
| 2  | 17-11-1973 | Dewar Cup, Londres              |           | NC $      | Moquette (int.) | Mark Cox Owen Davidson     | Gerald Battrick Graham Stilwell | 6-4, 8-6      |  |
| 3  | 16-11-1974 | Dewar Cup, Londres              |           | NC $      | Moquette (int.) | Jimmy Connors Ilie Năstase | Brian Gottfried Raúl Ramírez    | 3-6, 7-6, 6-3 |  |
| 4  | 15-11-1975 | Dewar Cup, Londres              |           | NC $      | Moquette (int.) | Wojtek Fibak Karl Meiler   | Jimmy Connors Ilie Năstase      | 6-1, 7-5      |  |
| 5  | 01-11-1976 | Dewar Cup, Londres              |           | 100 000 $ | Moquette (int.) | David Lloyd John Lloyd     | John Feaver John James          | 6-4, 3-6, 6-2 |  |